# Gymnastes cyanoceps
Gymnastes cyanoceps là một loài ruồi trong họ Limoniidae. Chúng phân bố ở miền Australasia.